# نابولي (نيويورك)
نابولي (بالإنجليزية: Napoli, New York)‏ هي بلدة أمريكية تقع في الولايات المتحدة في مقاطعة كاتاروغوس، نيويورك. يقدر عدد سكانها بـ 1,159 نسمة ومساحتها 94.6 كم2 وترتفع عن سطح البحر 567 متر.